# Paradorydium breviceps
Paradorydium breviceps är en insektsart som beskrevs av Melichar 1902. Paradorydium breviceps ingår i släktet Paradorydium och familjen dvärgstritar. Inga underarter finns listade i Catalogue of Life.